# Mesoplophora paragaveae
Mesoplophora paragaveae är en kvalsterart som beskrevs av Wojciech Niedbała 2002. Mesoplophora paragaveae ingår i släktet Mesoplophora och familjen Mesoplophoridae. Inga underarter finns listade i Catalogue of Life.